# زیر سایه
زیر سایه (به انگلیسی: Under the Shadow) نخستین فیلم بلند بابک انوری، فیلمساز ایرانی ساکن بریتانیا است که در ژانر وحشت ساخته شده است. این اثر از فیلم‌های قابل توجه جشنواره سینمایی ساندنس بود که در بخش جنبی میدنایت به نمایش درآمد و توسط شبکه نتفلیکس خریداری شد. این فیلم از مارس ۲۰۱۶، در سینماهای آمریکا به نمایش گذاشته شد. فیلم فارسی‌زبان زیر سایه محصول مشترک قطر، اردن و بریتانیا است و به عنوان نماینده بریتانیا در فیلم‌های غیر انگلیسی زبان هشتاد و نهمین دوره جایزه اسکار شرکت کرد اما میان نامزدهای نهایی قرار نگرفت. این فیلم همین‌طور برنده جایزه بفتای بهترین فیلم اول یک نویسنده، کارگردان یا تهیه‌کننده بریتانیایی در هفتادمین دوره جوایز بفتا شده است.
انوری که فیلمسازی را با کارگردانی موزیک ویدئو آغاز کرده، در سال ۲۰۱۲ هم برای فیلم کوتاه دو با دو که وقایع آن در یک مدرسه ایرانی در بریتانیا اتفاق می‌افتد نامزد جایزه بفتا (آکادمی فیلم بریتانیا) شد؛ که به گفته کارگردان موفقیت همین فیلم کوتاه باعث شد تا روی پروژه بعدی‌اش - یک فیلمنامه داستانی بلند - کار کند: «از لحظه‌ای که شروع به نوشتن فیلمنامه زیر سایه کردم تا کلید خوردن آن سه سال مداوم طول کشید.»
فیلم «دو با دو» هم چون زیر سایه به زبان فارسی و با زیرنویس انگلیسی فضای حاکم برجامعه‌ای تحت فشار را با استفاده از عوامل نمادین به نمایش می‌گذارد.

بابک انوری در گفتگو با بی‌بی‌سی گفته:
فیلم با اینکه به زبان فارسی است اما به نظر خودم تم جهانی دارد و علیه زورگویی و تفکر دگماتیک حرف می‌زند. در کشورهای مختلف از مصر و سوریه گرفته تا آمریکا هم هر کسی برداشت خودش را از این فیلم داشته است.

## خلاصه داستان
وقایع فیلم «زیر سایه» در دهه ۱۹۸۰ در اوج دوران جنگ  عراق علیه ایران  در تهران رخ می‌دهد. فیلم، ماجرای مادر جوانی به نام شیده (با بازی نرگس رشیدی) و دختر خردسال او، درسا، (آوین منشادی) است که در غیاب پدر خانواده که پزشک جبهه جنگ است، خانه‌شان مورد اصابت موشکی قرار می‌گیرد که عمل نمی‌کند و منفجر نمی‌شود.
درسا پس از این واقعه دچار مشکلات شدید روحی می‌شود و شیده، پس از مشورت با همسایه‌ها به این نتیجه می‌رسد که این موشک عمل نکرده در واقع طلسم نفرین شده‌ای است که ارواح بدنهاد یا «جن» هایی که با باد سفر می‌کنند آن را به همراه آورده‌اند تا روح «درسا» را تسخیر کند.